# Трој Сиван
Трој Сиван Мелет (енгл. Troye Sivan Mellet; Јоханезбург, 5. јун 1995) аустралијски је кантаутор и глумац. Славу је стекао преко јутјуба и аустралијских музичких такмичења, а потом 2013. потписао уговор с дискографском кућом. До сада је издао три студијска албума: Blue Neighbourhood (2015), Bloom (2018) и Something to Give Each Other (2023).

## Биографија
Рођен је 5. јуна 1995. године у Јоханезбургу. Син је Лорел Мелет, домаћице и бивше манекенке, и Шона Мелета, предузетника и агента за некретнине. Са две године, преселио у Перт са родитељима и троје браће и сестара због растућег криминала у Јужноафричкој Републици. Одрастао је у ортодоксној јудаистичкој породици, иако себе не сматра религиозним — отац му је рођен у јеврејској породици Литванаца, а мајка му је прешла у јудаизам. До 2009. похађао је савремену ортодоксну школу, након чега је прешао на образовање на даљину.
Дана 7. августа 2013. јавно је изашао из ормара и објавио да је геј путем видео-снимка на Јутјубу, три године након што је то саопштио породици. Изјавио је да је желео да буде искрен како му сексуалност више не би била тајна за EMI Australia јер је у то време био у преговорима са њима о уговору за снимање и још није разговарао о својој сексуалности са челницима ове дискографске куће. Јутро након што је објавио видео-снимак, добио је е-пошту са честиткама од челника куће EMI.
Има благи облик Марфановог синдрома. Пати од дисморфофобије.

## Дискографија
- (2015)
- (2018)
- (2023)

## Филмографија
| Улоге Троја Сивана |                          |               |                    |                |
| Година             | Српски назив             | Изворни назив | Улога              | Напомена       |
| 2009.              | Икс-мен почеци: Вулверин |               | млади Џејмс Хаулет |                |
| 2023.              | Идол                     |               | Зандер             | споредна улога |